# 池田賢市
池田 賢市（いけだ けんいち、1962年 - ）は、日本の教育学者。中央大学文学部教授。

## 経歴
- 1962年 東京都足立区生まれ
- 1981年 東京都立上野高等学校卒業
- 1985年 武蔵大学人文学部社会学科卒業
- 1987年 東京学芸大学大学院教育学研究科学校教育専攻修士課程修了
- 1990年 筑波大学大学院教育学研究科教育基礎学専攻博士課程単位取得退学
- 1992年 盛岡大学文学部専任講師
- 1998年 中央学院大学商学部専任講師
- 1999年 大阪大学大学院非常勤講師
- 2000年 筑波大学大学院非常勤講師
- 2000年 獨協大学教職課程非常勤講師
- 2000年 筑波大学教職課程非常勤講師
- 2001年 中央学院大学商学部助教授
- 2002年 京都大学大学院非常勤講師
- 2005年 中央大学文学部助教授
- 2005年 茨城大学教育学部非常勤講師
- 2007年 中央大学文学部教授

## 著書
- フランスの移民と学校教育（明石書店）2001/03
- 法教育は何をめざすのか―「規範教育」か「主権者教育」か （アドバンテージサーバー）2008/05
- ステップアップ教育学（八千代出版）2011/05